# Baljuwhuis (Gaasbeek)
Het Baljuwhuis in Gaasbeek in de Belgische provincie Vlaams-Brabant werd door Thomas Spruyt, heer van Zandvliet en baljuw van het Land van Gaasbeek gebouwd tussen 1602 en 1606. De baljuw was de hoogste ambtenaar van het land van Gaasbeek. Hij was onder andere belast met de uitvoering van het recht en de correcte inning van de belastingen.
Na de gedeeltelijke vernieling door de Franse troepen van Villeroy werd het in het begin van de 18e eeuw heropgebouwd. Het was oorspronkelijk opgetrokken als waterburcht, maar na de aankoop in 1870 door Markies d'Arconati, werden de ringgrachten gedempt met de afgegraven motte uit de onmiddellijke omgeving. Het baljuwhuis werd beschermd op 8 maart 1946. 
Zakenman Piet Van Waeyenberge woont in het Baljuwhuis en renoveerde de vlakbijgelegen oude Melkerij tot bibliotheek en culturele ruimte. Op zijn domein, aan de voet van het Kasteel van Gaasbeek, heeft hij een stoeterij van Brabantse trekpaarden.